# Pestkapelle (Kimratshofen)

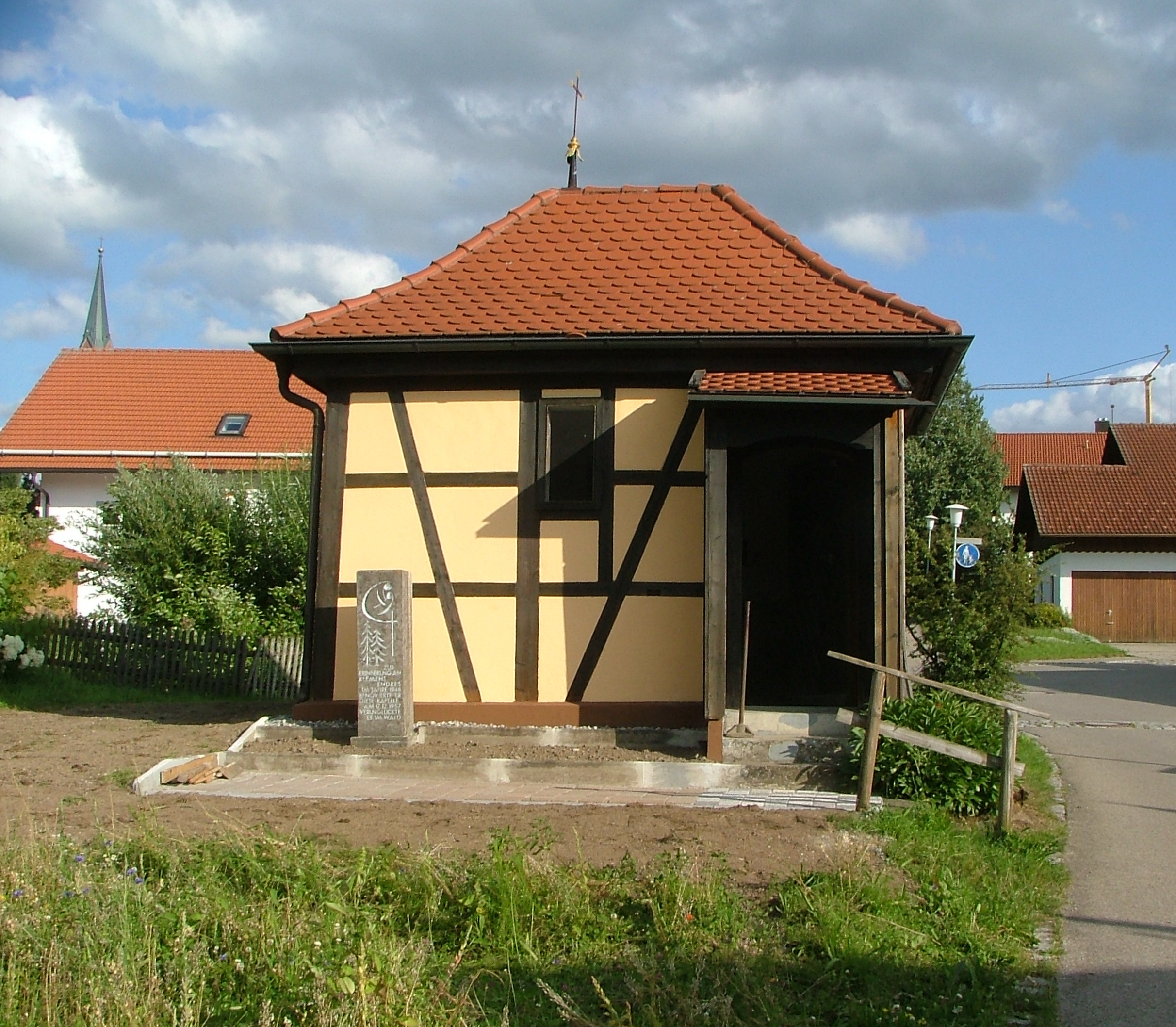
Pestkapelle in Kimratshofen

Die Pestkapelle befindet sich in Kimratshofen, einem Ortsteil von Altusried im Landkreis Oberallgäu (Bayern). Die Kapelle, die im 17. bzw. 18. Jahrhundert erbaut wurde, steht unter Denkmalschutz. Sie ist als rechteckiger Ständerbau mit Walmdach ausgeführt. 1948 fand eine Renovierung der Kapelle statt.
Der Altar ist modern und enthält ein Gemälde, welches mit Josef Schugg 1948 signiert ist. Die Pietà ist spätgotisch und stammt aus der Zeit um 1480. Auf einem Votivbild ist die heilige Agatha dargestellt. Aus dem 18. Jahrhundert stammt das bäuerliche Kruzifix.